# 共同警备区域
共同警备区域（：／ Gongdong Gyeongbi Guyeok */?，简称）是坐落于朝鲜半岛板门店附近的一个小区域，也被许多媒体称为停战村。2000年CJ Entertainment曾拍攝有关共同警备区域的韓國電影《JSA安全地帶》。2018年4月27日，文在寅和金正恩会晤期间曾经走过共同警备区域内的徒步桥，并且一同在共同警备区域内种植纪念树。自2018年10月25日起，兩國解除於當地的武裝，並容許遊客和國民自由出入。2019年5月1日，共同警备区域韓方一侧开放遊學旅行。

共同警备区域地圖，紅色線為南北韓間的停戰線
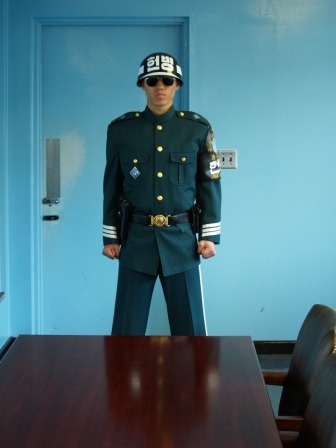
中立區會談室的韓國軍事警察
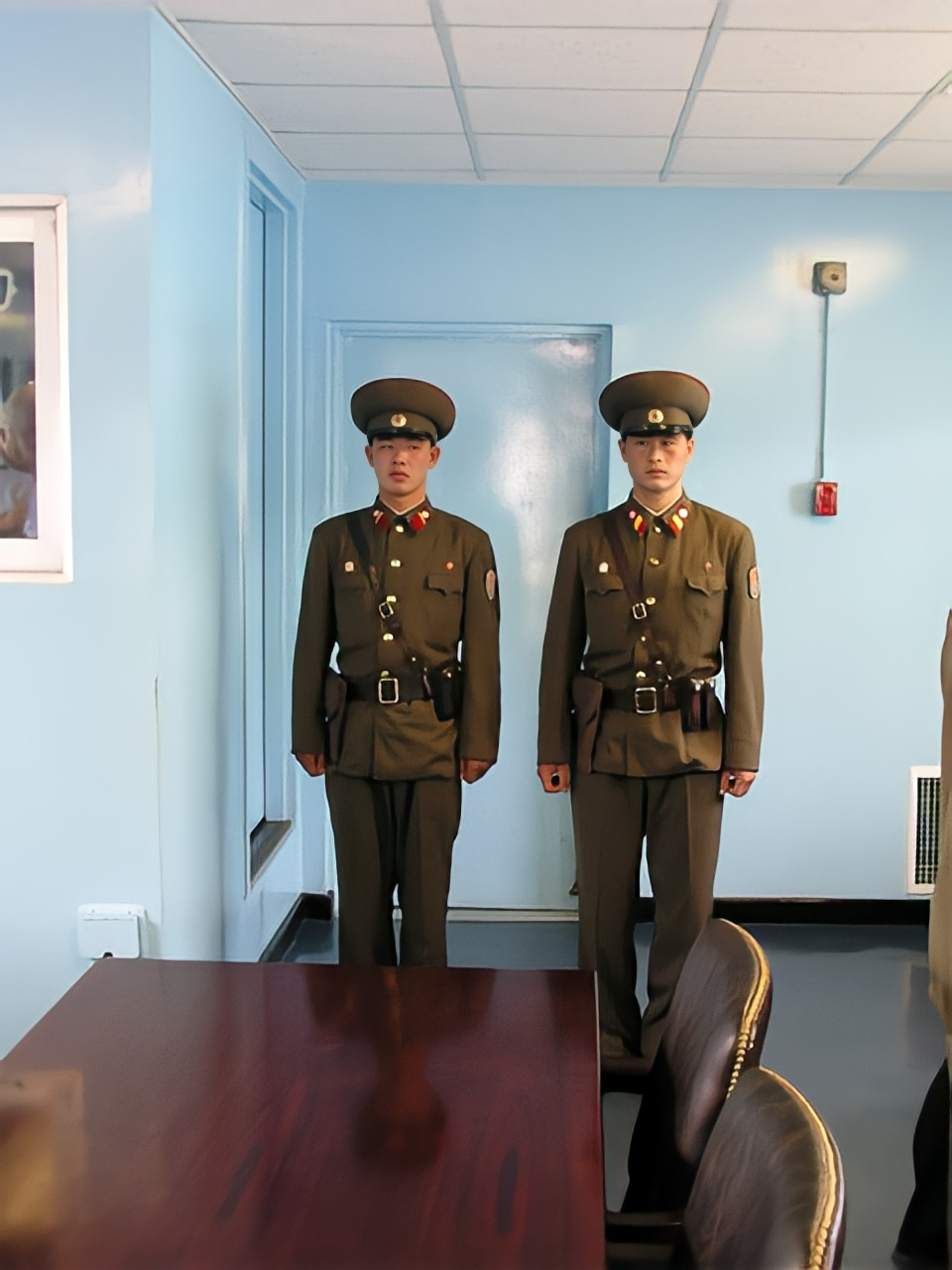
中立區會談室的朝鮮人民軍陸軍